# Georg von Derfflinger

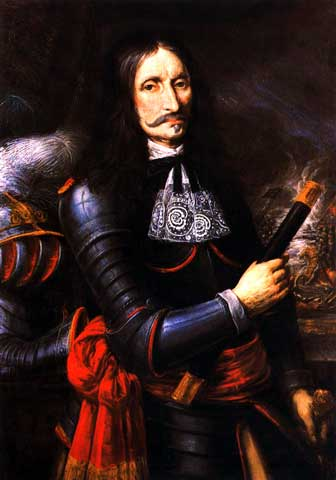
Georg von Derfflinger

Georg von Derfflinger (20 marca 1606 w Neuhofen w Austrii - 14 lutego 1695 w Gusow w Brandenburgii), feldmarszałek armii brandenburskiej podczas wojny trzydziestoletniej.

## Wczesne lata
Urodzony w 1606 w Austrii w biednej protestanckiej rodzinie, Georg Derfflinger musiał opuścić swój dom z powodu prześladowań religijnych. Służył w armiach różnych walczących mocarstw, ale najdłużej służył w armii szwedzkiej. Jako śmiały dowódca kawalerii zyskał sobie reputację żołnierza zarówno błyskotliwego, jak i dzielnego, co skłoniło elektora Brandenburgii Fryderyka Wilhelma, by zaoferować mu stanowisko w swej armii.

## Barwny charakter
Prawdopodobnie był alkoholikiem, jednak jego nałóg nie ograniczał jego zdolności militarnych. W roku 1646 wziął ślub z bogatą brandenburską szlachcianką, właścicielką wielu posiadłości, które zostały wkrótce pomnożone przez majątki, które otrzymał w nagrodę za swe wojskowe wyczyny. Żołnierskie życie jakie prowadził od wczesnej młodości było przyczyną braku formalnego wykształcenia, co wcale nie przeszkadzało elektorowi, w pełni ufającemu jego talentom. Fryderyk Wilhelm z pełnym zaufaniem powierzał mu liczne wojskowe zadania, a jego rola w brandenburskiej kawalerii i artylerii była kluczowa. Jego stosunki z Fryderykiem Wilhelmem bywały jednak bardzo burzliwe, często wręcz dochodziło do kłótni. Podczas jednej z nich wyszedł z zamiarem porzucenia służby. Następnie napisał do elektora list z niewiarygodnymi warunkami, od których spełnienia zależał jego powrót do służby. Żądał w nich, by żaden człowiek w bitwie nie stał ponad nim, do tego miał otrzymywać ustalony udział w łupach i udział w okupie za pojmanych oficerów.

## Służba w Brandenburgii
W roku 1674 otrzymał arystokratyczny tytuł Reichsfreiherr. Rok później zdecydowanie pobił Szwedów i wyparł ich z Brandenburgii. Przebierając się za Szweda (nie było to dla niego trudne, gdyż w przeszłości służył w armiach szwedzkich) mógł przekonać Szwedów by otworzyli bramy miasta Rathenow, pozwalając jemu i towarzyszącemu oddziałowi 1000 dragonów wkroczyć do wnętrza fortecy. Potem dowodził w bitwie pod Fehrbellin, gdzie odniósł świetne zwycięstwo nad armią szwedzką okupującą dotąd część Brandenburgii. W 1690 mając 84 lata prowadził swą ostatnią kampanię wojenną przeciwko armiom Ludwika XIV.

## Literatura
- Gerd-Ulrich Herrmann, Freiherr von Derfflinger, Stapp-Verlag 1997, ISBN 3-87776-178-X.
- The German Way of War: From the Thirty Years War to the Third Reich (Robert M. Citino: Lawrence, KS: University Press of Kansas, 2005)